# Asperula hirsuta
Asperula hirsuta é uma espécie de planta com flor pertencente à família Rubiaceae. 
A autoridade científica da espécie é Desf., tendo sido publicada em Fl. Atlant. 1: 127. 1798.

## Portugal
Trata-se de uma espécie presente no território português, nomeadamente os seguintes táxones infraespecíficos:
- Asperula hirsuta f. hirsuta - presente em Portugal Continental. Em termos de naturalidade é nativa da região atrás referida. Não se encontra protegida por legislação portuguesa ou da Comunidade Europeia.